# 聖菲利普區 (安地卡及巴布達)
聖菲利普（Saint Philip）是安地卡及巴布達安地卡島的行政區，位於該島最東端，與聖彼得、聖保羅等相鄰。